# فرودگاه بین‌المللی سفلوونیا
فرودگاه بین‌المللی سفلوونیا (به انگلیسی: Cephalonia International Airport) یک فرودگاه همگانی با کد یاتا EFL است که یک باند فرود آسفالت دارد و طول باند آن ۲۴۳۶ متر است. این فرودگاه در کشور یونان قرار دارد و در ارتفاع ۱۸ متری از سطح دریا واقع شده‌است.